# Abbildungsgleichung (Geometrie)
Die Abbildungsgleichung beschreibt in der Kartennetzentwurfslehre die mathematischen Beziehungen, nach denen das geographische Koordinatennetz in einer bestimmten Kartenprojektion aufgetragen werden kann. Hierbei werden entweder rechtwinklige Koordinaten oder Polarkoordinaten verwendet.